# برنار ديوميد
برنار ديوميد (بالفرنسية: Bernard Diomède)‏ مواليد 23 يناير 1974 في سان دولشار، فرنسا، هو لاعب كرة قدم فرنسي سابق كان يلعب كلاعب وسط. سبق له أن لعب في كأس العالم لكرة القدم مع منتخب بلاده. لعب خلال مسيرته 248 مباراة سجل خلالها 44 هدفاً.

## المسيرة الاحترافية

### أندية لعب لها
- نادي أوكسير
- نادي ليفربول
- نادي أجاكسيو
- نادي كريتيل
- نادي كليرمونت

## روابط خارجية
- برنار ديوميد على موقع الاتحاد الدولي (مؤرشف)  (الإنجليزية)
- برنار ديوميد على موقع الاتحاد الأوربي (الإنجليزية)
- برنار ديوميد على موقع قاعدة بيانات كرة القدم.إي يو (الإنجليزية)
- برنار ديوميد على موقع ليكيب (الفرنسية)
- برنار ديوميد على موقع ناشيونال فوتبول تيمز (الإنجليزية)
- برنار ديوميد على موقع Soccerbase.com (لاعب) (الإنجليزية)
- برنار ديوميد على موقع Soccerway.com (الإنجليزية)
- برنار ديوميد على موقع عالم كرة القدم.نت (الإنجليزية)